# Механізація

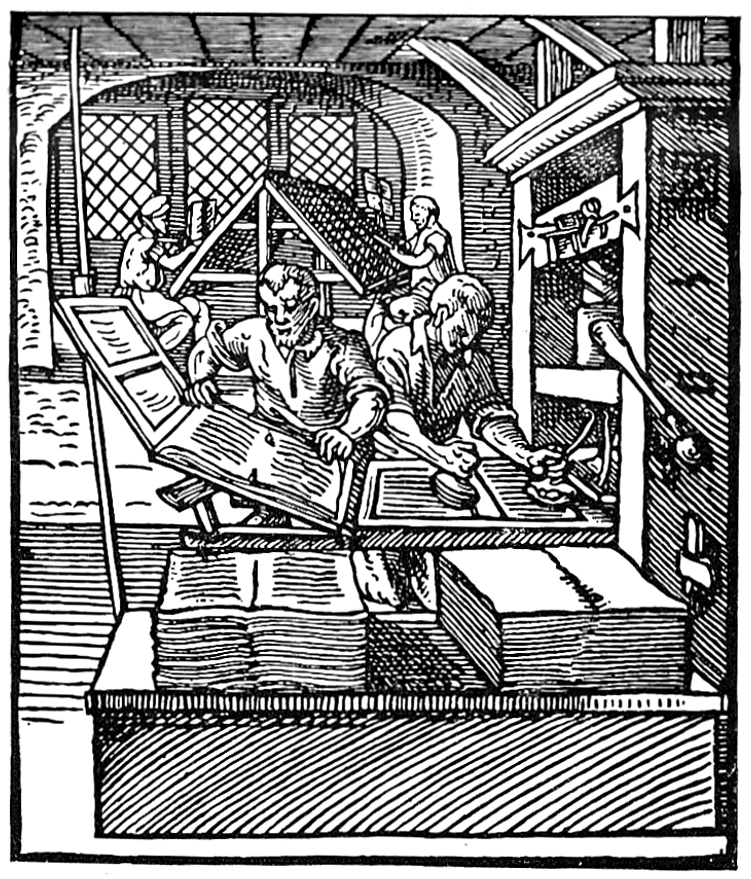
Механізація книгодрукування

Механіза́ція — один з основних напрямів науково-технічного прогресу, який полягає в широкому застосуванні механізмів.
Розрізняють часткову механізацію (окремі ручні операції виконують машини або механізми), комплексну механізацію (охоплює весь комплекс робіт по виконанню закінченого процесу або створенню певного виробу; при цьому робітник керує комплексом машин) і якісно вищий ступінь механізації — автоматизацію (машинами керують механізми, робітник лише налагоджує і контролює виробничий процес).
Головним сучасним напрямом технічного прогресу, основою підвищення продуктивності праці та поліпшення якості продукції є комплексна механізація та автоматизація виробництва. Соціально-економічні наслідки механізації зумовлюються способом виробництва.

## Автовоз
Наданий для виконання умов договору автовоз повинен бути бездоганним в сенсі справності технічних вузлів і попередньо вичищеними, мати оснащення спецзасобами захисту. Наявність гострих конструкцій на нижній частині платформи, здатних пошкодити шини авто неприпустимо. 